# Henryk Józefczyk
Henryk Józefczyk (ur. 9 kwietnia 1938 w Soninie, zm. 26 kwietnia 2014 w Wejherowie) – polski poeta, prozaik, publicysta, pedagog.

## Życiorys
Urodził się w 1938 w Soninie w woj. podkarpackim. Porzucił naukę w Liceum Ogólnokształcącym w Łańcucie i jako nastolatek przybył na Pomorze z zamiarem podjęcia służby marynarskiej, do czego jednak nie doszło. Morskie fascynacje skłoniły go do wędrówek brzegiem Bałtyku i przejścia szlakiem całego polskiego wybrzeża. Kaszuby stały się z czasem ojczyzną poety. Na stałe osiadł w Wejherowie, gdzie piastował wiele funkcji społecznych, m.in. radnego miejskiego, wiceprezesa Towarzystwa Przyjaciół Ziemi Wejherowskiej, prezesa Klubu Literackiego przy TPZW, członka kolegium redakcyjnego czasopisma Moje Wejherowo. Ukończył studia na Uniwersytecie Gdańskim, pisząc pracę magisterską pod kierunkiem wykładowczyni literatury staropolskiej prof. Jadwigi Kotarskiej. Później wykładał literaturę staropolską w bydgoskiej Wyższej Szkole Pedagogicznej. Był instruktorem języka polskiego, kierownikiem Szkoły Ćwiczeń przy ówczesnym Liceum Pedagogicznym w Wejherowie, ponad 25 lat pełnił funkcję dyrektora dawnej wejherowskiej Szkoły Podstawowej nr 2 im. 1 Morskiego Pułku Strzelców. Placówka oświatowa otrzymała imię tego oddziału piechoty, dzięki jego staraniom. Utworzona została tam izba pamięci 1MPS, a szkoła stała się z czasem miejscem spotkań, walczących w obronie wybrzeża żołnierzy Kampanii wrześniowej 1939.

## Twórczość
Interesował się barokiem w literaturze i sztuce. Fascynacje te mają swoje odzwierciedlenie w wierszach, zawartych w kilku tomikach poetyckich, m.in. Apokalypsis (1992), Stary i morze z madonnami (1989), Deszcz (1994), Śmierci moja bywaj zdrowa (1996). Kolejnym ważnym odniesieniem w twórczości i źródłem inspiracji jest region Pomorza, Kaszub, jego kultura i przyroda. Własne badania literackie odzwierciedlają eseje o poezji Jana Trepczyka i Jana Rompskiego, a także gadkach Aleksandra Labudy. Ważna część twórczości związana jest z Bieszczadami. Górskie wędrówki poety zaowocowały lirykami opublikowanymi m.in. w książkach Nasze Bieszczady (2001) i Bieszczadzkie nostalgie (2010), których jest współautorem.
Istotnym fragmentem dorobku poetyckiego twórcy stały się liryki, nawiązujące tematyką do zbrodni hitlerowskich, dokonanych w Piaśnicy. Utwory zostały zebrane w ostatnim wydanym przed śmiercią tomiku Piaśnickie Epitafium (2014). Publikacja została nominowana do nagrody Literacki Gryf 2014. Piaśnickie wiersze stały się częścią Oratorium Requiem Piaśnickie, utworu nominowanego do Pomorskiej Nagrody Artystycznej w kategorii Muzyka i Kultura regionalna. Liryki piaśnickie poety stały się również częścią publikacji albumowej Las piaśnicki dziś. Przyroda, Historia i Pamięć. 
Henryk Józefczyk był także cenionym publicystą z pasją polemiczną. Jego felietony publikowane w Kurierze Wejherowskim, podpisywane mianem „Ympertynent”, cieszyły się dużą poczytnością. Poeta znany jest również, jako satyryk, a przede wszystkim fraszkopis.

## Nagrody i odznaczenia
- Srebrny Krzyż Zasługi (1971)
- Odznaka Honorowa Zasłużonym Ziemi Wejherowskiej (1978)
- Odznaka honorowa „Zasłużonym Ziemi Gdańskiej” (1978)
- Nagroda Remusa (1984)